# Ocularia apicalis
Ocularia apicalis là một loài bọ cánh cứng trong họ Cerambycidae.